# Айн-Сохна
Айн-Сохна (араб. العين السخنة‎) — город и порт в губернаторстве Суэц, Египет, морской курорт на побережье Суэцкого залива Красного моря. Находится приблизительно в 55 км к югу от города Суэц, столицы этого губернаторства и в 120 км к юго-востоку от Каира. 
Территория города простирается от скалистого склона до равнины на побережье. Неподалеку находится горячий источник, давший этому месту название (Айн Сохна переводится как Горячий источник).

## История
Недавние археологические раскопки показали, что в районе города существовал древнеегипетский порт и поселение. Впервые на это место обратил внимание в 1999 году профессор Махмуд Абд-Эль-Разик. С того времени местность исследовали французские и египетские археологи.
Еще в Древнем царстве из этого порта организовывались морские экспедиции по Красному морю и на Синайский полуостров.
На скале вблизи города, впервые в 1999 году, найдены четыре иероглифические надписи Среднего царства. Первая относятся к первому году правления Ментухотепа IV, последнего царя 11-й династии. В надписи отмечается, что царь послал 3000 человек, чтобы доставить в долину Нила бирюзу, медь, бронзу (?) и другие полезные ископаемые пустыни.
Вторая надпись датируется 7-м годом правления Аменемхета I, преемника Ментухотепа и основателя 12-й династии. В надписи упоминается та же цель экспедиции, но указывается число в 4000 человек.
Третья надпись относится к 9-му году правления Сенусерта I, сына Аменемхета I. В ней рассказывается о чиновнике, посланном царем на рудники Синайского полуострова.
Четвертая надпись была сделана при 12-й династии на 2-м году правления Аменемхета III. Она называет имена нескольких чиновников, в том числе Ити, сына Исиды, имя которого также упоминается в надписи в Вади-Магара на Синайском полуострове.

## Туризм
В районе города находится большое количество горячих серных источников, которые используются для лечения. На побережье простираются роскошные пляжи с белым песком; город считается круглогодичным курортом. Имеется несколько туристических зон и туристических комплексов с отелями и шале. Близость к Каиру — примерно 140 км — делает Айн-Сохну популярным курортом для египтян, особенно для однодневной поездки, хотя процент иностранных туристов преобладает. Также в районе Айн-Сохны реализуется несколько туристических проектов для привлечения растущего числа египетских и иностранных туристов.

## Промышленность
Рядом с Айн-Сухна открыты нефтегазовые месторождения, организованы проекты по переработке и сжижению газа. Также имеется морской порт Сохна площадью 22,3 км2, который, как ожидается, будет принимать два миллиона ДФЭ ежегодно; порт был приобретен компанией Dubai Port World. 

## Транспорт
Из Каира осуществляются регулярные автобусные рейсы до Айн-Сохны с автовокзала Колалы (недалеко от железнодорожного вокзала Рамзеса), с автостанции у площади Тахрир и от Наср-Сити.
В сентябре 2021 года было объявлено, что компания Siemens согласовала с правительством Египта строительство железнодорожной линии из Александрии в Айн-Сохну.

## Галерея

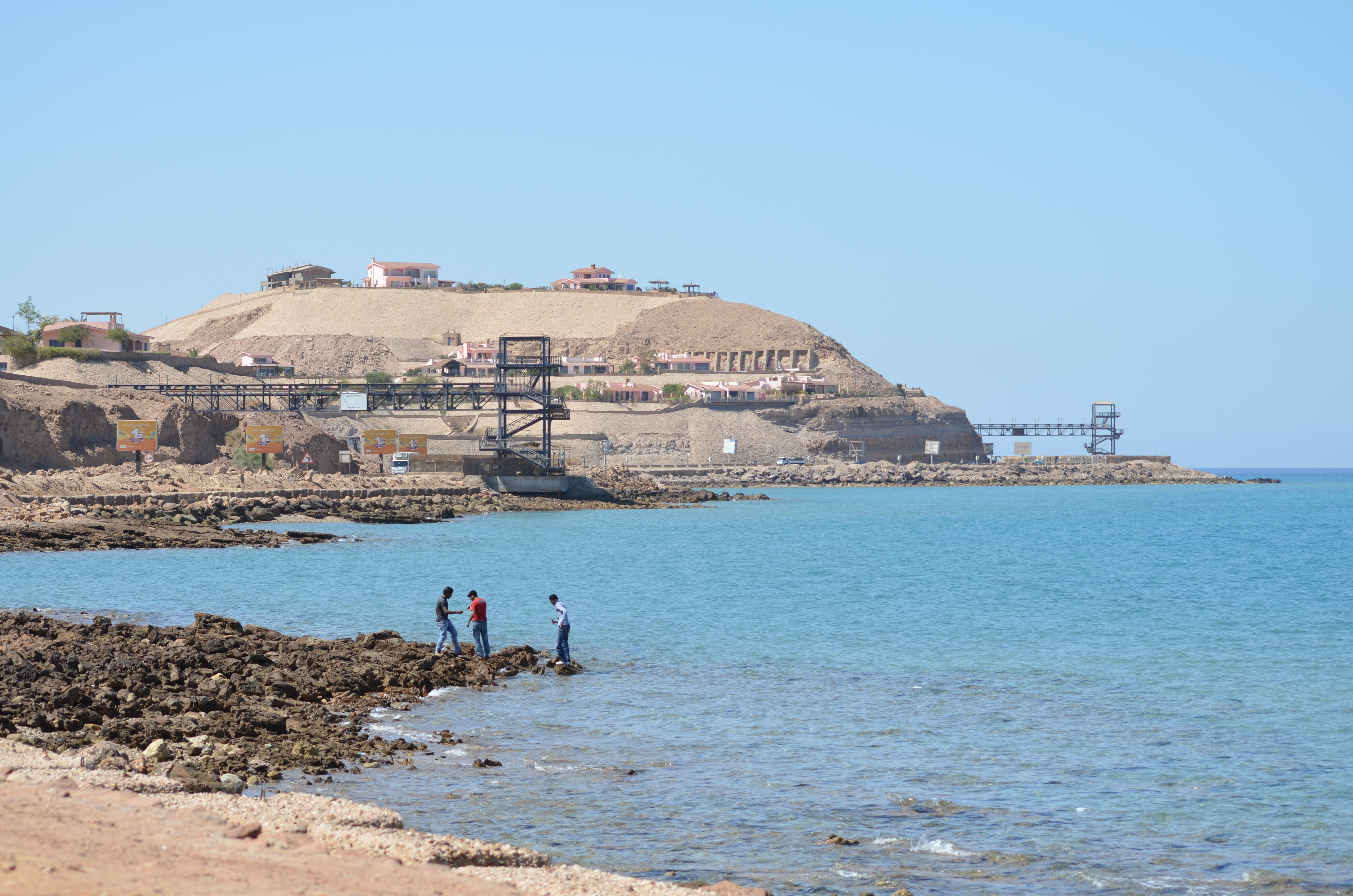
Вид на побережье
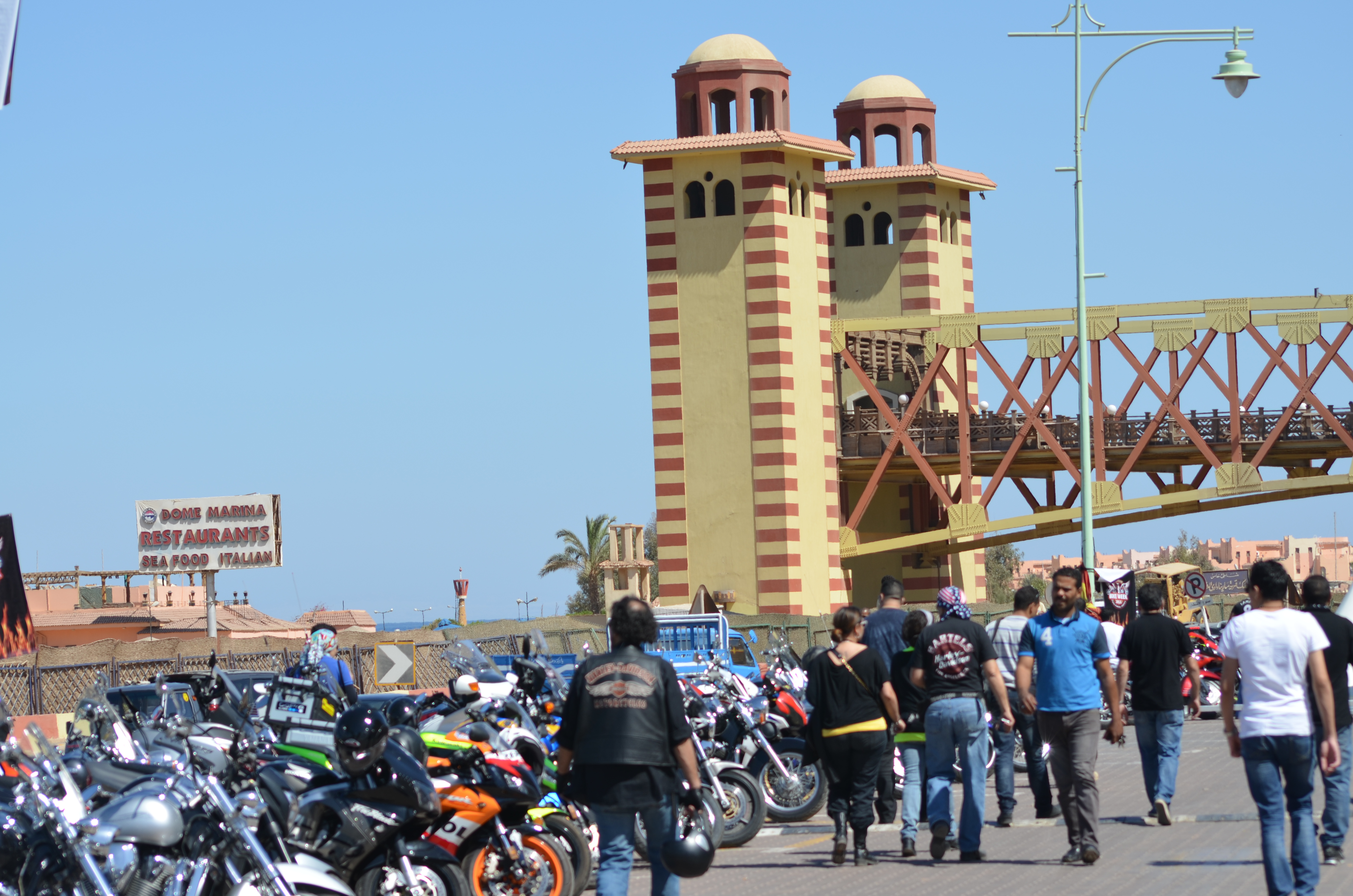
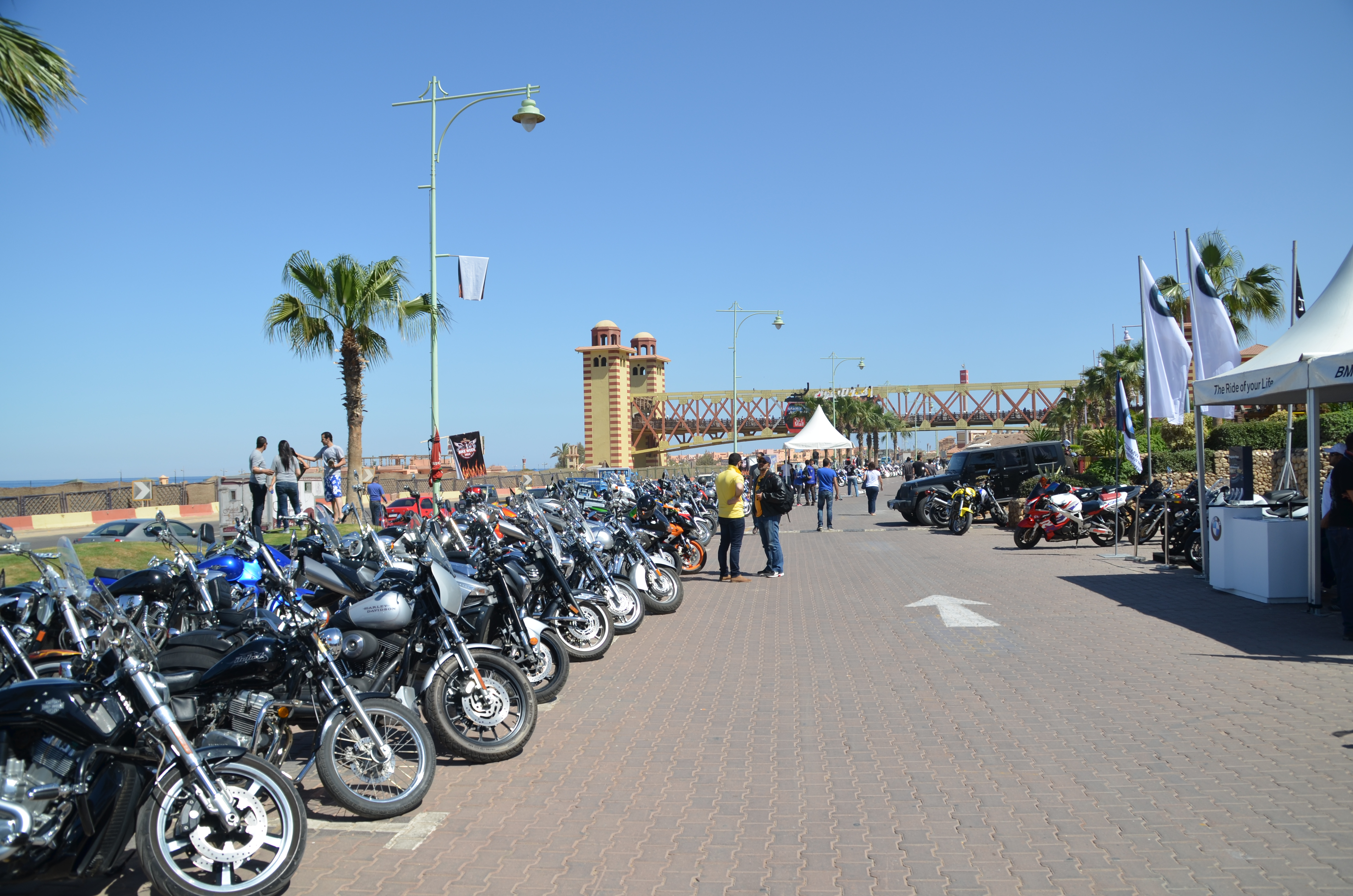
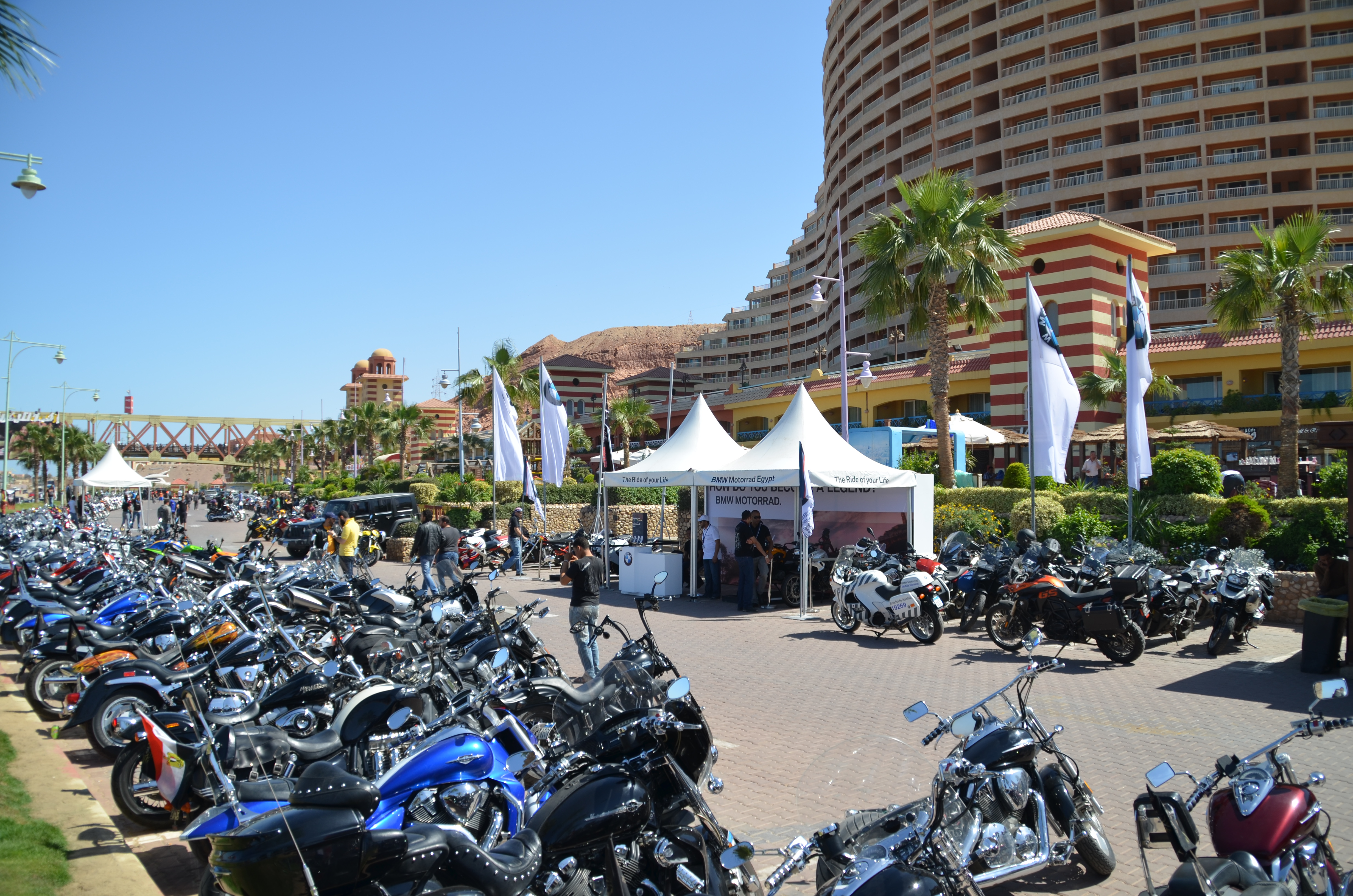
Порт Сохна
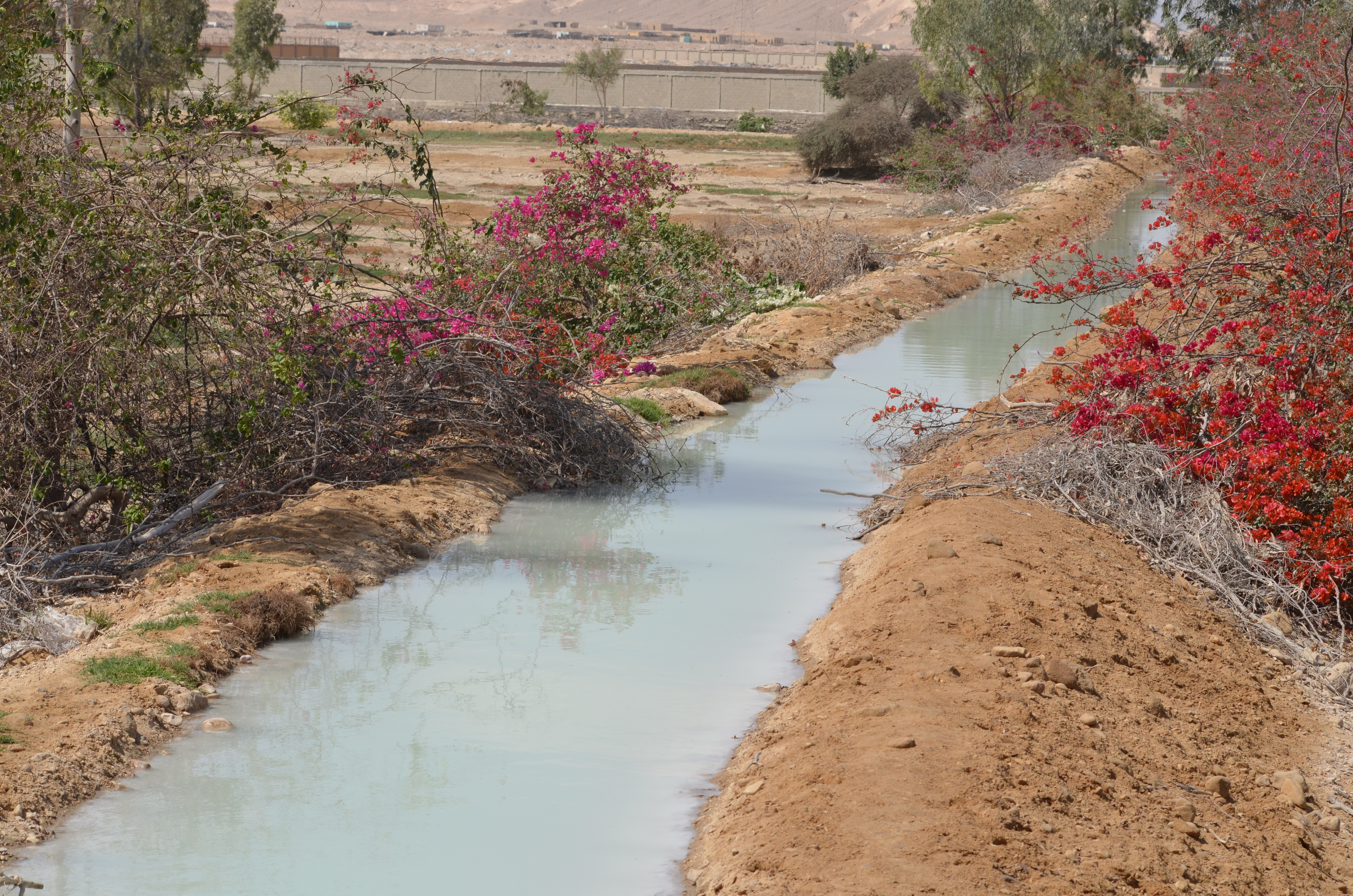
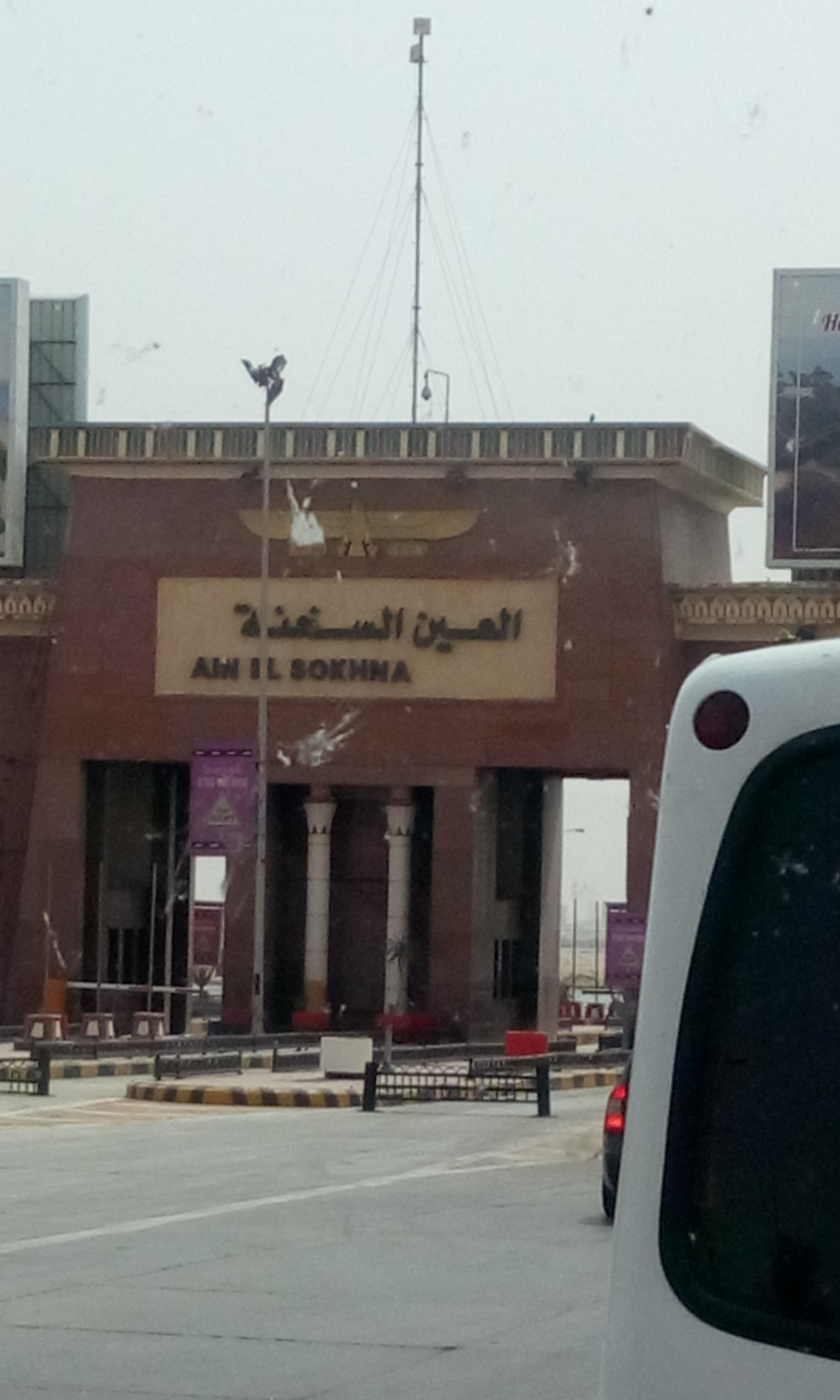